# Marie-Anne Montchamp
Marie-Anne Montchamp, née le 1er novembre 1957 à Tulle (Corrèze), est une femme politique française. Membre de l'UMP et ancienne députée de la septième circonscription du Val-de-Marne, elle est secrétaire d'État chargée des Personnes handicapées de 2004 à 2005 et secrétaire d'État auprès de la ministre des Solidarités et de la Cohésion sociale de 2010 à 2012. Elle a été présidente de la Caisse nationale de solidarité pour l'autonomie (CNSA) d'octobre 2017 à février 2022. Elle est présidente de Sortie de Crise. Depuis mars 2022, elle est directrice générale de l'Organisme commun des institutions de rente et de prévoyance (OCIRP).

## Parcours politique
Elle est adjointe sous l'étiquette RPR au maire de Nogent-sur-Marne à partir de 2001 (jusqu'en 2004), puis députée de la 7e circonscription du Val-de-Marne depuis 2002.
Marie-Anne Montchamp est secrétaire d’État auprès du ministre de la Santé et de la Protection sociale, chargée des Personnes handicapées, du 31 mars 2004 au 31 mai 2005, dans le troisième gouvernement Jean-Pierre Raffarin.
Elle fait adopter, avec sa collègue Catherine Vautrin, la loi du 30 juin 2004 relative à la solidarité pour l'autonomie des personnes âgées et des personnes handicapées portant création de la Caisse nationale de solidarité pour l'autonomie puis la loi n°2005-102 du 11 février 2005 pour l'Égalité des droits, des chances, la participation et la citoyenneté des personnes handicapées.
Alors qu'elle se réclame de la tendance des « républicains sociaux » et des « gaullistes sociaux », elle est en 2006 vice-présidente du club d'inspiration libérale, Réforme et Modernité, qui est pour une large part une structure de soutien à Dominique de Villepin en vue de son éventuelle candidature à l'élection présidentielle de 2007.
Lors de l'élection municipale de 2008 à Nogent-sur-Marne, elle est candidate dissidente  face au maire sortant Jacques J. P. Martin, où elle échoue au second tour, arrivant en seconde position dans le cadre d'une triangulaire, avec 33,57 % des suffrages exprimés. Membre de l'UMP depuis sa fondation en 2002, elle est suspendue, à la suite de cette candidature dissidente, puis exclue pour trois ans de son parti politique. Elle continue néanmoins de siéger au groupe UMP à l'Assemblée nationale.
Membre du Club Villepin, elle participe à la fondation du parti de l'ancien Premier ministre, République solidaire (RS), dont elle devient la porte-parole en juin 2010. Elle devient très critique, notamment après la suppression de sa circonscription législative dans le cadre du redécoupage législatif, sur les principales réformes de la majorité et envers Nicolas Sarkozy,,, et à ce qu'elle nomme être une « UMP droitière ». Elle tente à l'Assemblée nationale de rallier des députés non-inscrits (MoDem surtout), centristes et UMP pour fonder un nouveau groupe parlementaire mené par RS, sans que cela aboutisse.
Elle quitte sa fonction de porte-parole de RS le 15 novembre 2010, au lendemain de sa nomination de secrétaire d'État dans le troisième gouvernement François Fillon, entrée qui suscite l'incompréhension dans les rangs de la formation politique villepiniste, et fait dire au politologue Thomas Guénolé : « Bien qu'il n'ait pas été officiellement enregistré au Livre Guinness des records, ce laps de temps de cinq mois pour retourner sa veste semble constituer un record de brièveté ». Elle est investie par l'UMP le 28 janvier 2012 comme candidate dans la nouvelle 4e circonscription des Français établis hors de France (Benelux) pour les élections législatives françaises de 2012. Elle est battue après avoir obtenu 21,15 % au premier tour et s'être qualifiée pour le second avec le socialiste Philip Cordery (30,38 %),.
À l'occasion du congrès de l'Union pour un mouvement populaire de 2012, elle soutient la candidature de Jean-François Copé.
En janvier 2013, à la suite de l’accord entre Jean-François Copé et François Fillon qui a suivi la crise politique du congrès de novembre 2012, elle est nommée avec la filloniste Anne Grommerch déléguée générale chargée de la formation.
En mai 2013, elle montre son souhait d'être investie pour être la candidate UMP lors des élections municipales de 2014 à  Nantes. Le 2 juillet 2013, la commission nationale d'investiture de l'UMP décide de reporter sa décision à la rentrée. C'est finalement Laurence Garnier qui est désignée.
Elle soutient alors Nicolas Sarkozy pour la primaire présidentielle des Républicains de 2016.
Le 28 mars 2017, elle annonce qu'elle quitte le parti Les Républicains pour rallier Emmanuel Macron et son mouvement En marche !.
Elle est nommée par la ministre des Solidarités et de la Santé Agnès Buzyn ainsi que la secrétaire d'État aux Personnes handicapées Sophie Cluzel auprès du Premier ministre, personnalité qualifiée au conseil d'administration de la Caisse nationale de solidarité pour l'autonomie (CNSA) par arrêté du 16 octobre 2017. Le 23 octobre suivant, elle en devient la présidente.
Le 3 avril 2019, elle reçoit la Légion d'honneur,.

## Vie privée
Marie-Anne Montchamp est mariée et mère de quatre enfants.
Après un troisième cycle en gestion de l’emploi, elle intègre un cabinet conseil comme consultante adjointe de 1986 à 1987, puis rejoint l’Union des Caisses centrales de mutualité agricole et la compagnie d’assurance Groupama comme chargée d'études. Elle devient ensuite responsable formation chez OCP Répartition entre 1989 et 1993.
Elle crée un cabinet conseil en organisation qu’elle dirige jusqu’en 2002, année de son élection comme députée.

## Vie associative
Elle est présidente de deux associations liées au handicap :
- L'Agence Entreprises et handicap[26] fondée avec des personnalités du monde économique, dont Jean-Paul Bailly, Nicolas Beytout, Philippe Salle et Jean-Cyril Spinetta.
- Fonda’mental, fondation pour la santé mentale, premier réseau thématique de recherche et de soin en santé mentale[27].

Politiquement, elle est active dans plusieurs clubs :
- Vice-présidente du club Réforme et Modernité[28], présidé par Hervé Mariton ;
- Membre de la commission exécutive de Dialogue & Initiative[29], club présidé par Jean-Pierre Raffarin.
- Membre du bureau de LISA Laboratoire d'Idées Santé Autonomie[30].

## Détail des mandats et fonctions

### Fonctions gouvernementales
- 31 mars 2004 - 29 novembre 2004 : secrétaire d'État auprès du ministre de la Santé et de la Protection sociale, chargée des Personnes handicapées
- 29 novembre 2004 - 31 mai 2005 : secrétaire d'État auprès du ministre des Solidarités, de la Santé et de la Famille, chargée des Personnes handicapées
- 14 novembre 2010 - 10 mai 2012 : secrétaire d'État auprès de la ministre des Solidarités et de la Cohésion sociale

### Fonctions parlementaires
- 19 juin 2002 - 30 avril 2004 : députée de la septième circonscription du Val-de-Marne (démissionne pour entrer au gouvernement)
- 4 octobre 2005 - 14 décembre 2010 : députée de la septième circonscription du Val-de-Marne, membre de la commission des finances, de l'économie générale et du contrôle budgétaire et juge titulaire à la Cour de Justice de la République[31], élue par ses pairs à l’Assemblée nationale

### Fonctions politiques
- Déléguée générale de l'UMP chargée de la formation entre 2012 et 2014
- Membre du bureau politique du RPR puis de l'UMP depuis 1991
- Secrétaire nationale à l’UMP, chargée du dialogue social et de la réflexion sur l’emploi des seniors puis chargée des ressources humaines[32]

### Mandats locaux
- 19 mars 2001 - 30 mars 2004 : adjointe au maire de Nogent-sur-Marne (Val-de-Marne) (démissionne à cause d'un désaccord sur la politique budgétaire du maire)
- 29 mars 2004 - 16 mars 2008 : membre du conseil régional d'Île-de-France (démissionne pour cause de cumul des mandats)
- le 16 mars 2008 - Mars 2014 : membre du conseil municipal de Nogent-sur-Marne

## Ouvrages
- Entretiens avec Noël Bouttier, À la gauche de la droite, éditions Desclée de Brouwer, 2012.
- Tout citoyen est une personne, Ramsay, août 2020.